# Buk (stacja kolejowa)
Buk – stacja kolejowa w Buku, w województwie wielkopolskim, w Polsce. Znajdują się tu 2 perony oraz rampa załadunkowa. Pasażerowie mogą korzystać z poczekalni, toalety, wi-fi oraz biletomatu. Na terenie stacji są miejsca parkingowe dla samochodów osobowych oraz rowerów, a także przystanek autobusowy obsługiwany przez autobusy gminne.

## Historia
Przewozy uruchomiono 25 albo 26 czerwca 1870, wraz z otwarciem linii Poznań-Berlin. Podczas prac modernizacyjnych w latach 90. XX wieku perony przeniesiono sprzed budynku dworca na zachód od osi ulicy Dworcowej i wybudowano przejścia podziemne. 
20 września 2021 zakończono remont i oddano do użytku węzeł przesiadkowy mieszczący się przy wejściu na perony.
Na stacji zatrzymują się pociągi regionalne Kolei Wielkopolskich i Polregio. 
09 lipca 2025 w poczekalni stanął automat biletowy. 

## Ruch pasażerski
| Rok  | Wymiana pasażerska (dobowa) | Wzrost /spadek |
| ---- | --------------------------- | -------------- |
| 2017 | 850                         | x              |
| 2018 | 1600                        | 750            |
| 2019 | 1800                        | 200            |
| 2020 | 1100                        | 700            |
| 2021 | 600                         | 500            |
| 2022 | 850                         | 250            |
| 2023 | 1100                        | 250            |